# 巴赫费尔德
巴赫费尔德（德語：Bachfeld，發音：[ˈbaxfɛlt]）是德国图林根州松讷贝格县曾经的一个市镇，面积10.46平方千米，2018年12月31日人口为438人。2019年1月1日，巴赫费尔德并入市镇沙尔考。